# Liste des Justes de l'Aisne
Cette liste des Justes de l'Aisne recense les vingt personnes ayant reçu le titre de Juste parmi les nations par le Comité pour Yad Vashem,

## Liste alphabétique

### Sources
- Site officiel du Comité français pour Yad Vashem[1]

### Liste
- Madeleine Beguin, née Corneille, Cuiry-lès-Iviers
- Roger Beguin, Cuiry-lès-Iviers
- Giovana Biasion, née Vavassori, Soissons
- Eugène Bouchard, Soissons
- Marguerite Bouchard, Soissons
- Jacques Bouldoire, Soissons
- Henry Cholet, Soissons
- Jeanne Cholet, Soissons
- Alice Grout, née Forfert, Essômes-sur-Marne
- Albert Hulin, Gercy
- Amélie Hulin, née Masthias Gercy
- Jeanne Jauquet, Soissons
- Robert Laplace, Soissons
- Claire Levavasseur, née Obert, Mont-Saint-Père
- Marcel Levavasseur, Mont-Saint-Père
- Léon Marouzé, Gercy
- Blanche Marouzé, née Dehenry, Gercy
- Joseph Rasseneur, Courmont
- Louise Rasseneur, Courmont
- Paul Wehrlé, Essômes-sur-Marne

## Pour approfondir